# Roques de la Jofresa
Les Roques de la Jofresa és una muntanya de 616 metres que es troba al municipi de Sentmenat, a la comarca del Vallès Occidental.